# Grover Beach
Grover Beach – miasto w Stanach Zjednoczonych, w stanie Kalifornia, w hrabstwie San Luis Obispo.